# Кашин, Дмитрий Васильевич
Дмитрий Васильевич Кашин (14 июля 1926 — 1 марта 2013) — слесарь-сборщик Алма-Атинского машиностроительного завода имени С. М. Кирова министерства судостроительной промышленности СССР, Герой Социалистического Труда (1971).

## Биография
Родился 14 июля 1926 года в селе Теплоключенка Каракольского кантона Киргизской АССР. Отец, Василий Иванович, работал заведующим складом, в 1943 году погиб на Калининском фронте. Мать, Феодосия Фёдоровна, домохозяйка.
После окончания средней школы, в 1943 году устроился разнорабочим в городе Пржевальске на филиал Алма-Атинского завода № 175 имени Кирова. В годы войны завод специализировался на производстве торпед, донных глубинных авиационных мин для нужд Военно-морского флота. Кроме того, производилось оборудование для нефтегазовой и горнодобывающей отраслей.
Через четыре месяца работы был переведён учеником слесаря в цех № 8, с января 1944 года самостоятельно трудился слесарем 5-го разряда в цехе № 2. Работал на производстве и испытании сложных образцов техники. В сентябре 1947 года по болезни временно покинул предприятие. В 1948 году стал работать слесарем в слесарной мастерской городского промкомбината в Пржевальске.
В мае 1948 года был призван в Советскую Армию. Службу проходил в инженерных войсках в Туркмении. Демобилизовался в 1952 году.
После демобилизации приехал в Алма-Ату где трудоустроился на головное предприятие завода № 175. Здесь трудился до выхода на пенсию. Работал слесарем-сборщиком 5-го разряда цеха № 6. В 1954 году стал «Лучшим специалистом по профессии». В 1955 году ему был присвоен высший 6-й разряд слесаря-сборщика. С 1961 года член КПСС. В 1964 году окончил университет коммунистического труда. Задания восьмого пятилетнего плана выполнил за три года и три месяца. Выдавал 154 процента выработки ежемесячно.
Указом Президиума Верховного Совета СССР от 26 апреля 1971 года (закрытым) за выдающиеся заслуги в выполнении заданий пятилетнего плана Дмитрию Васильевичу Кашину присвоено звание Героя Социалистического Труда с вручением ордена Ленина и золотой медали «Серп и Молот».
С 1982 по 1989 годы работал слесарем механосборочных работ в цехе № 7. Обучал новое поколение специалистов.
С 1973 по 1987 годы избирался депутатом Ленинского районного Совета депутатов трудящихся города Алма-Аты. Был членом президиума Совета ветеранов войны и труда Алма-Атинской области. С июля 1989 года находился на пенсии.
Проживал в Алма-Ате. Умер 1 марта 2013 года. Похоронен на кладбище посёлка Гульдала в Талгарском районе Алма-Атинской области.

## Награды
За трудовые успехи удостоен:
- золотая звезда «Серп и Молот» (26.04.1971)
- орден Ленина (26.04.1971)
- Медаль «За доблестный труд в Великой Отечественной войне 1941—1945 гг.»
- другие медали.